# Diócesis de Egabro

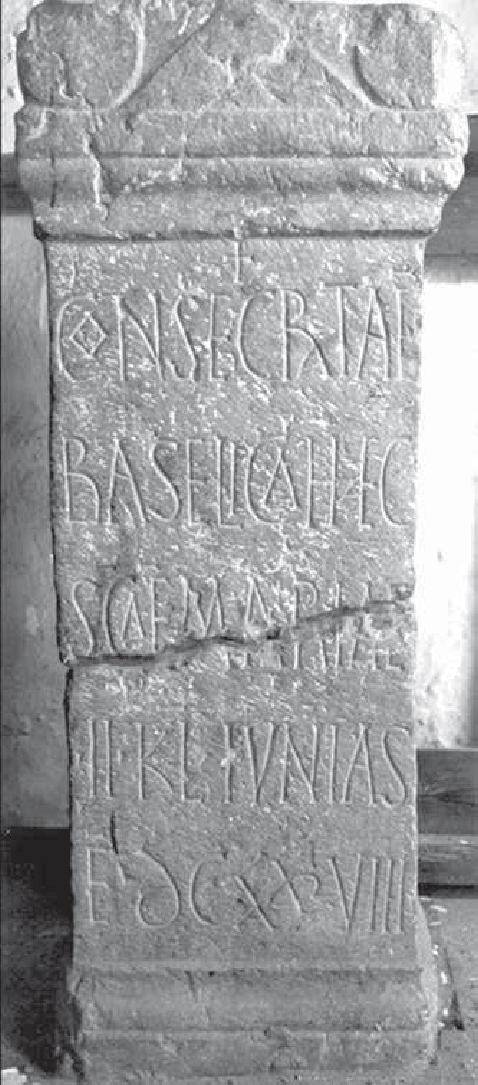
Ara de Bacauda.. Único testimonio epigráfico de la existencia del obispado de Egabro y una de las primeras manifestaciones de la devoción a Santa María.

El obispado de Egabro, hoy inexistente, fue una antigua diócesis sufragánea de la provincia eclesiástica de la Bética, con sede en la actual Cabra, cuyo metropolitano residía en Sevilla.  
A lo largo del tiempo ha quedado acreditada su existencia entre los siglos III al XI de nuestra era, extinguiéndose para incorporarse en la diócesis de Córdoba.  
Siguiendo una tradición eclesial, la Santa Sede suele nombrar de manera honorífica como titulares de una sede extinta, a los obispos auxiliares de otras diócesis existentes.    

## Historia
Las referencias a Egabro como sede episcopal se remontan al siglo IV de nuestra era como se testimonia con la presencia de un presbítero, llamado Victorino, que suscribe las actas del Concilio de Ilíberis celebrado en torno al año 300-302, considerado el primero de los concilios que tuvieron lugar en Hispania y cuyas actas son las más antiguas que se conservan de un evento así en la Iglesia universal.
A partir de ese dato, la diócesis de Egabro es fruto de la expansión del cristianismo en la Hispania romana que hace posible la existencia de una comunidad cristiana en el antiguo municipio de Igabrum en fechas muy tempranas. La situación en una zona de tránsito cercana a vías naturales y calzadas importantes, posibilitó que llegara el cristianismo a la ciudad íbero-romana de Igabrum y que surgiera muy pronto, la jerarquización de la naciente iglesia egabrense. 
Como han señalado algunos estudios, la cristianización del territorio romano fue una constante en los siglos II y III completándose con la conversión de los emperadores, como fue el caso de Constantino y Teodosio. A partir de ahí, los emperadores cristianos fueron proclives a la protección de la iglesia a la vez que conceden privilegios.
Desde la temprana cita de un presbítero el obispado de Egabro en el primer concilio hispánico, la existencia de esta diócesis ha contado con testimonios que adquieren mayor relevancia en el período visigodo. Se ha hablado de representación egabrense en los concilios de I de Tarragona (516) y II de Toledo (527), aunque podría tratarse de un error terminológico pues la referencia sería a la diócesis egarensis (la actual Tarrasa) en lugar de la egabrensis, como señala Julián García en su aportación a la Guía histórica de Cabra antes citada. No obstante sí que han aparecido algunos testimonios epigráficos que, a falta de fuentes literarias, permiten hablar de la presencia cristiana en Egabro. Es una de las diócesis hispanas más antiguas y su actividad se extiende entre finales del siglo III y hasta el siglo XI de nuestra era.
Será a partir del siglo VI cuando ya quede perfectamente identificada la presencia de la diócesis de Egabro en los concilios que se van a celebrar. El III Concilio de Toledo, que tuvo lugar en el año 589 y en el que el rey Recaredo suscribe las actas, incluye la presencia del obispo Juan, de la diócesis egabrense, quizá el primero de los que conforman la lista de obispos de Egabro. También consta su presencia en el I Concilio de Sevilla, celebrado un año después del III de Toledo, firmando en segundo lugar tras Leandro de Sevilla. El orden de la firma en actas, de los presbíteros y obispos asistentes a los concilios, ha sido considerado como dato para tener en cuenta la fecha de su ordenación o consagración, testimoniando también la antigüedad de la sede episcopal a la que pertenecían.
Cuando en el año 619 se convoca el II Concilio de Sevilla, también conocido como Sínodo de Sevilla, la presencia de la diócesis de Egabro cobra protagonismo por cuánto se plantean algunas cuestiones relacionadas con la extensión de su territorio, así como de otras cuestiones de índole interna que suponen la vitalidad de una sede como la egabrense. En este sínodo sevillano se trataron interesantes cuestiones relacionadas con cuestiones de los obispados de la Bética como las relacionadas con la delimitación territorial, la forma de celebrarse las ordenaciones, temas litúrgicos y ejercicio de la autoridad episcopal, entre otras. 
La asistencia de obispos de Egabro a concilios posteriores queda testimoniada con la firma de Deodato en los concilios IV, VI y VII de Toledo que se celebraron en los años 633, 638 y 646, respectivamente. Deodato está considerado como uno de los obispos que mayor tiempo ocupó la silla de Egabro siendo sustituido por Bacauda, uno de los más conocidos de la trayectoria episcopal de la antigua Egabro. 
Bacauda asiste al VIII Concilio de Toledo que tuvo lugar en el año 653. Sin embargo su existencia queda también corroborada en una de las más antiguas manifestaciones epigráficas de la devoción a Santa María en la Hispania visigoda. Se trata del Ara de Bacauda, único testimonio en piedra que se conserva del obispado egabrense que fue consagrada en torno a finales de mayor del año 660 (era 698) y que se conserva en la iglesia de San Juan Bautista del barrio del Cerro de Cabra (Córdoba). El Ara de Bacauda confirma la consagración de un templo dedicado a Santa María. 
La relación de obispos de Egabro continúa con Gratino que asiste al XIII Concilio de Toledo celebrado en el año 683; Constantino que asiste al XV de Toledo en 688 así como los mencionados por Juan Gómez Bravo en su Catálogo de los Obispos de Córdoba o por el padre Flórez en el tomo XII de su España Sagrada. Los nombres que siguen a Gratino y Constantino son Recafredo que asiste al Concilio de Córdoba del año 839, en pleno apogeo del emirato de Abderramán II (r. 822-852) y Reculfo o Riculfo, que es nombrado por el abad mozárabe Samsón en el año 862; si bien la sede episcopal se mantiene hasta finales del siglo XI, en que finalmente queda integrada en la diócesis de Córdoba.

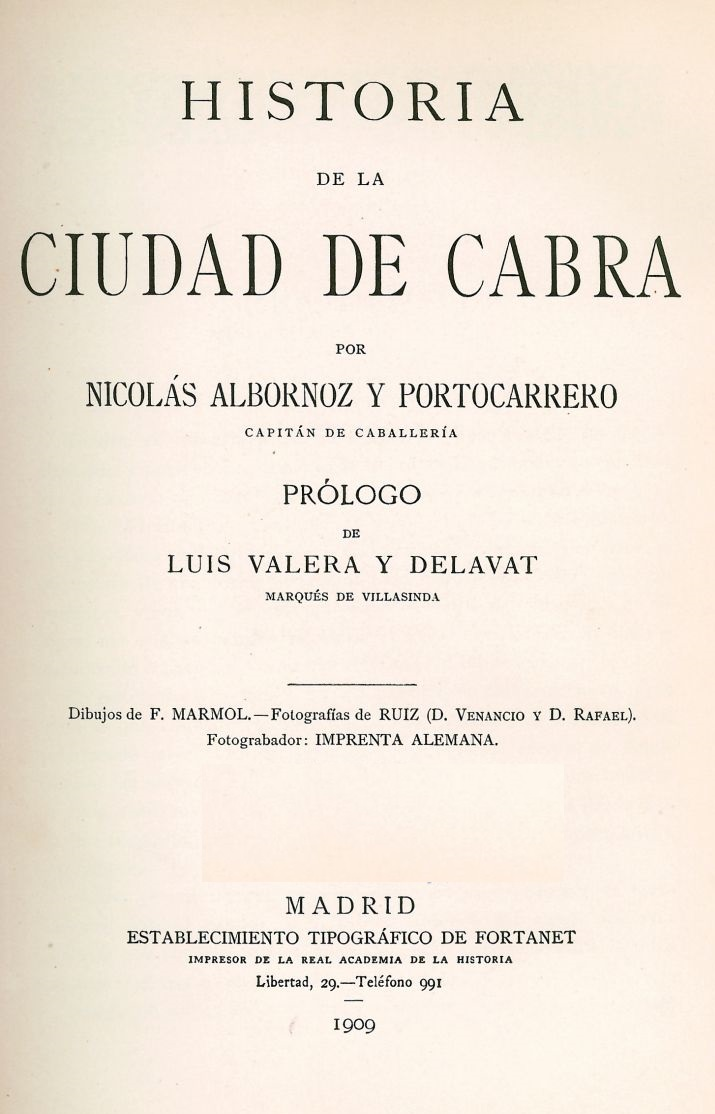
Historia de Cabra, de Nicolás Albornoz, publicada en 1909.

## Obispos de Egabro
Según Albornoz, la lista completa de los obispos de Egabro sería: 
- Sinagio (294-304)
- Nebridio (533-550)
- Juan (antes 589-antes 600), también llamado Benenato
- Deodato (620-648)
- Bacauda (648-671)
- Gratino (671-687)
- Constantino (687-691)
- Arcesindo (693-714)
- Recafredo (hasta 839)
- Reculfo (839-862)

La tradición litúrgica mozárabe, que fue la utilizada por la mayoría de los obispos de Egabro, se ha visto recuperada en los últimos años cuando, para la celebración de la fiesta del mártir egabrense San Rodrigo de Córdoba ha sido autorizada por la sede primada de Toledo a petición del obispado de Córdoba, la misa en rito hispánico o mozárabe en torno a la fiesta del co-patrono de Cabra, el 13 de marzo de cada año.

## Obispos de Egabro en la actualidad
Extinguida la diócesis de Egabro, quedó incorporada a la de Córdoba, dejando de ser una sede con actividad. Con el paso del tiempo se ha vuelto a usar para los nombramientos de obispos auxiliares de otras archidiócesis. Son los casos del obispo Hubert Luthe que fue nombrado auxiliar de Colonia en 1969 y se mantuvo como tal hasta 1991 y del obispo Reginald Michael Cawcutt, obispo auxiliar de Ciudad del Cabo, titular de Egabro entre 1992 y 2022.
Recientemente, en 2023, se ha hecho público el nombramiento del nuevo obispo de Egabro en la persona del auxiliar de Sevilla, Ramón Darío Valdivia Giménez.